# Pseudopieris
Pseudopieris es un género de mariposas de la familia Pieridae, subfamilia Dismorphiinae.

## Descripción
Especie tipo por monotípia original Pieris nehemia Boisduval, 1836.

## Diversidad
Existen 2 especies reconocidas en el género que se distribuyen por varios países de América (México, Brasil, Bolivia, Perú, Honduras, Guatemala, Colombia, Venezuela y Panamá).

## Plantas huéspedes
Las especies del género Pseudopieris se alimentan de plantas del género Calliandra de la familia Fabaceae.